# Галкотт (Нью-Йорк)
Галкотт (англ. Halcott) — місто (англ. town) в США, в окрузі Грін штату Нью-Йорк. Населення — 249 осіб (2020).

## Демографія
Згідно з переписом 2010 року, у місті мешкало 258 осіб у 120 домогосподарствах у складі 84 родин. Було 312 помешкання
Расовий склад населення:
| - 95,3 % — білих - 1,9 % — азіатів - 0,8 % — чорних або афроамериканців |

До двох чи більше рас належало 1,6 %. Частка іспаномовних становила 2,3 % від усіх жителів.
За віковим діапазоном населення розподілялося таким чином: 12,8 % — особи молодші 18 років, 60,5 % — особи у віці 18—64 років, 26,7 % — особи у віці 65 років та старші. Медіана віку мешканця становила 55,7 року. На 100 осіб жіночої статі у місті припадало 100,0 чоловіків;  на 100 жінок у віці від 18 років та старших — 102,7 чоловіків також старших 18 років.
Середній дохід на одне домашнє господарство  становив 74 494 долари США (медіана — 73 594), а середній дохід на одну сім'ю — 88 877 доларів (медіана — 79 750). За межею бідності перебувало 6,1 % осіб, у тому числі 0,0 % дітей у віці до 18 років та 3,1 % осіб у віці 65 років та старших.
Цивільне працевлаштоване населення становило 115 осіб. Основні галузі зайнятості: освіта, охорона здоров'я та соціальна допомога — 27,0 %, публічна адміністрація — 19,1 %, будівництво — 12,2 %, науковці, спеціалісти, менеджери — 8,7 %.